# Lauvholmen
Lauvholmen ist eine Insel am südlichen Ende des Hjeltefjords in der Gemeinde Øygarden in der norwegischen Provinz Vestland.
Die Insel liegt am nördlichen Ende der Insel Litlesotra und erstreckt sich von Nordosten nach Südwesten über etwa 120 Meter, bei einer Breite von bis zu etwa 60 Metern. Unmittelbar westlich, nur etwa 50 Meter entfernt, liegt die größere Insel Hjeltholmen. Es werden Höhen von bis zu 14 Metern erreicht.
Lauvholmen ist mit diversen Wohngebäuden, überwiegend wohl als Feriengrundstücke genutzt, bebaut. Es bestehen private Anlegestellen.